# Campeonato Mineiro 1948
In 1948 werd het 34ste Campeonato Mineiro gespeeld voor voetbalclubs uit de Braziliaanse staat Minas Gerais. De competitie werd gespeeld van 9 mei tot 28 november en werd georganiseerd door de Federação Mineira de Futebol. América werd kampioen.

## Eindstand
| Plaats | Club             | Wed. | W  | G | V  | Saldo | Ptn. |
| ------ | ---------------- | ---- | -- | - | -- | ----- | ---- |
| 1.     | América          | 18   | 13 | 3 | 2  | 42:17 | 29   |
| 2.     | Atlético         | 18   | 13 | 2 | 3  | 50:20 | 28   |
| 3.     | Cruzeiro         | 18   | 11 | 4 | 3  | 33:20 | 26   |
| 4.     | Villa Nova       | 18   | 6  | 5 | 7  | 21:23 | 17   |
| 5.     | Siderúrgica      | 18   | 6  | 2 | 10 | 29:42 | 14   |
| 6.     | Metalusina       | 18   | 2  | 2 | 14 | 29:46 | 6    |
| 7.     | Sete de Setembro | 18   | 2  | 2 | 14 | 18:54 | 6    |

|  | Kampioen |

|                  | AME | ATL      | CRU      | MET      | SET      | SID      | VIL      |
| ---------------- | --- | -------- | -------- | -------- | -------- | -------- | -------- |
| América          | —   | 0-3, 3-1 | 2-1, 2-0 | 3-1, 3-2 | 5-0, 4-1 | 5-1, 5-0 | 1-1, 0-0 |
| Atlético         | 3-1 | —        | 1-2      | 2-1, 4-0 | 3-0      | 6-1, 4-1 | 1-1, 3-1 |
| Cruzeiro         | 1-1 | 1-0, 2-2 | —        | 3-2, 5-0 | 2-2, 1-0 | 2-1, 1-3 | 0-0, 3-1 |
| Metalusina       | 0-1 | 1-2      | 1-2      | —        | 3-4, 1-2 | 1-2, 1-1 | 1-1, 4-1 |
| Sete de Setembro | 0-2 | 1-6, 3-6 | 0-3      | 1-5      | —        | 0-2, 2-2 | 0-1, 1-4 |
| Siderúrgica      | 1-2 | 1-2      | 1-2      | 4-3, 2-2 | 3-1      | —        | 3-1, 0-1 |
| Villa Nova       | 0-2 | 0-1      | 1-2      | 4-1      | 1-0      | 2-0      | —        |

### Kampioen
| Campeonato Mineiro de 1948 |
| -------------------------- |
| AMÉRICA 11º Titel          |